# Roche druidique de Crouzilhac
La roche druidique de Crouzilhac  est une pierre à cupules située sur la commune de Tence, dans le département de la Haute-Loire, en France. Elle est située dans la forêt de Crouzilhac, au Nord-Est du hameau de Crouzilhac.

## Description
Cette roche granitique domine la pente d'une douzaine de mètres et s'étend sur une dizaine de mètres de large. Point culminant, elle offrait autrefois une vue privilégiée. Elle présente plusieurs cupules et un svastika en son sommet. Des pierres sont disposées autour, dont certaines sont creusées.

## Légendes
Les guides touristiques, affirment qu'il s'agit d'un ancien autel celtique qui aurait servi à des sacrifices humains.
Une légende raconte qu'un homme aurait été puni pour avoir déplacé une borne de la forêt de Crouzilhac, se retrouvant dès lors condamné à errer sans jamais pouvoir poser cette lourde pierre. Le seigneur du château de Mazel l'aurait délivré en l'autorisant à déposer celle-ci auprès du ruisseau des Mazeaux. Son fantôme hanterait encore les lieux...

## Photographies

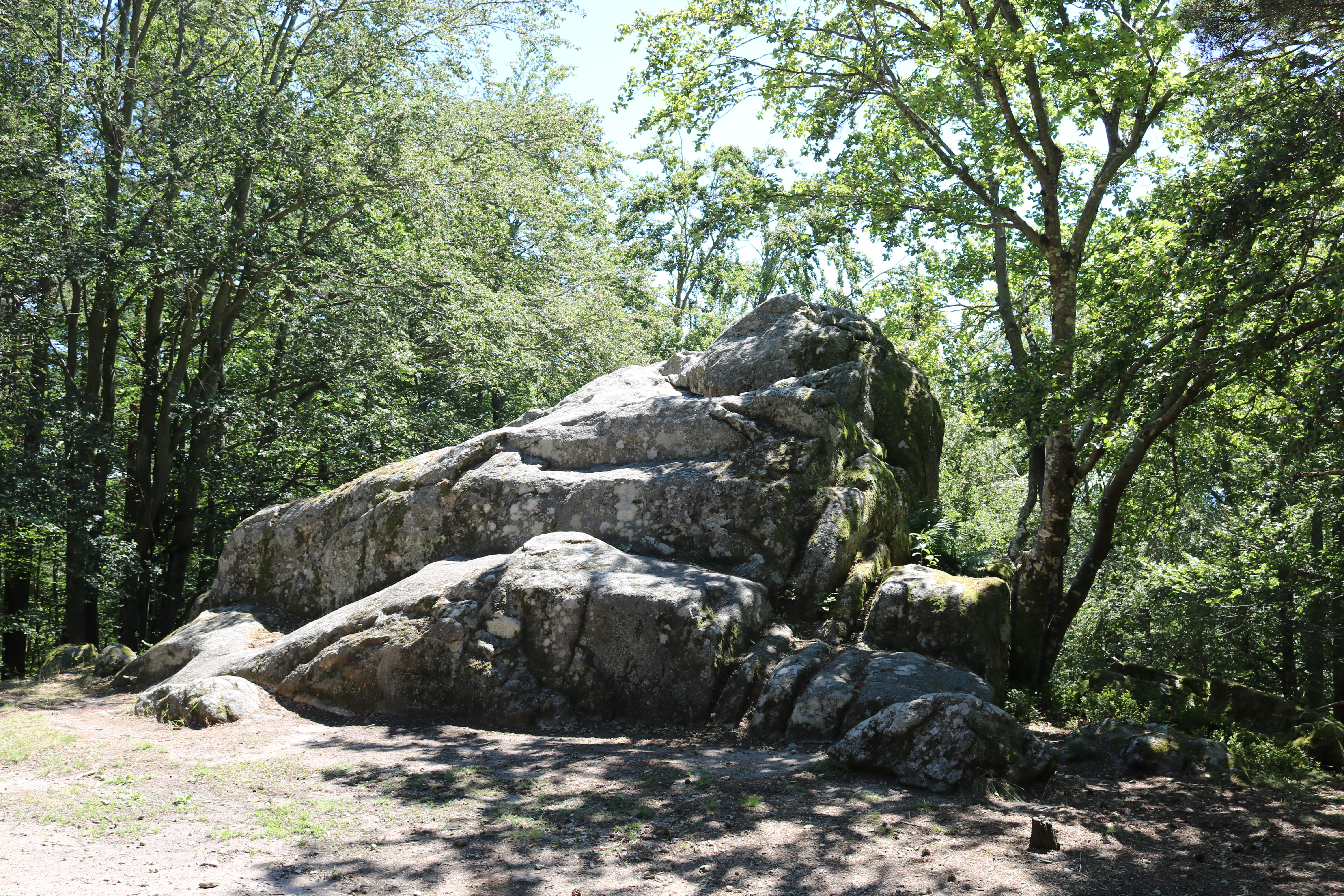
Roche druidique de Crouzilhac
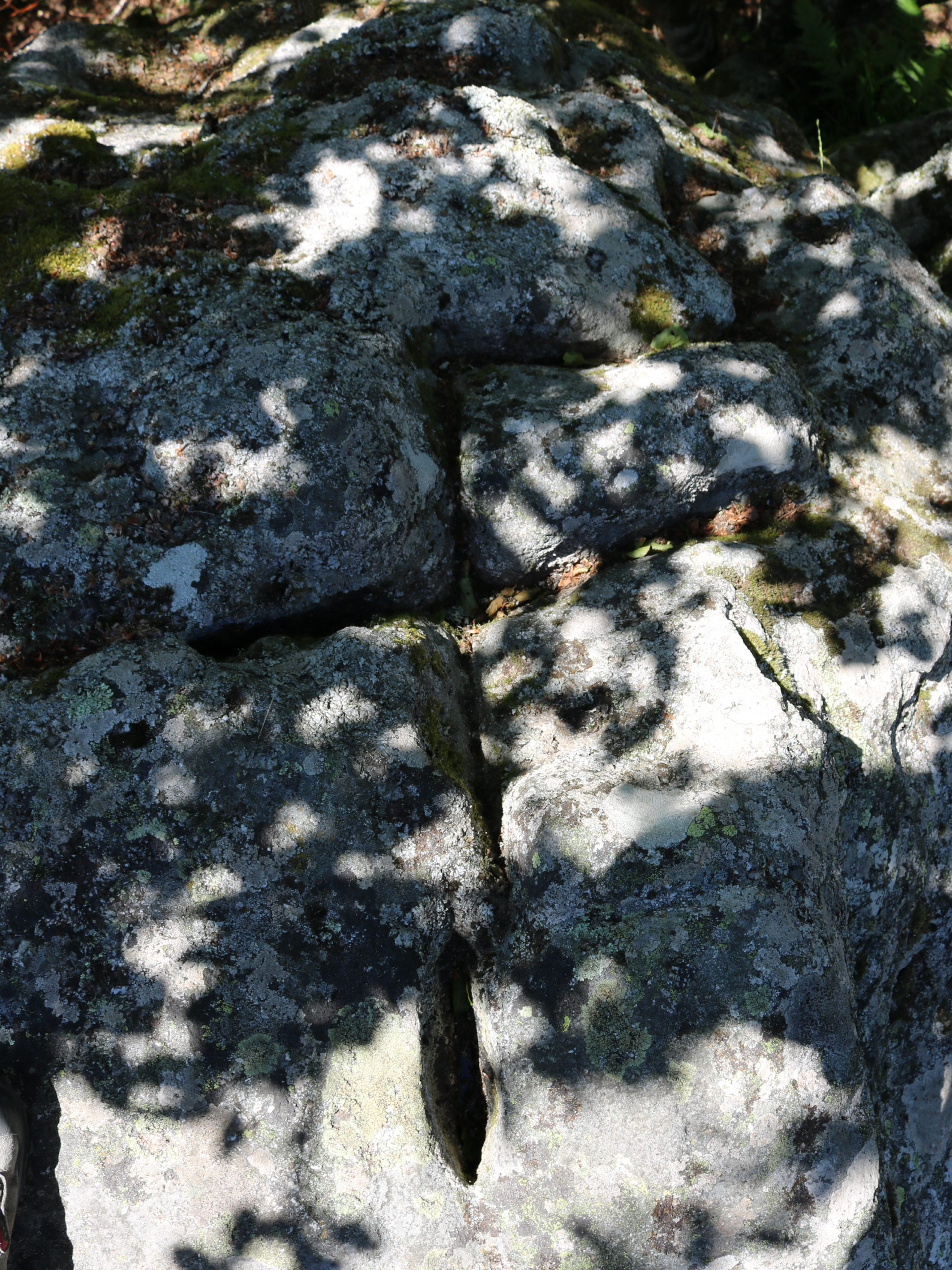
Entailles en forme de croix au sommet de la roche.